# Adoratrices del Sagrado Corazón de Jesús de Montmartre
La Congregación Benedictina de las Adoratrices del Sagrado Corazón de Jesús de Montmartre (oficialmente en latín: Congregatio Adoratricum Sanctissimi Cordis Iesu de Monte Martyrum y cooficialmente en inglés: Congregation of the Adorers of the Sacred Heart of Jesus of Montmartre) es una congregación religiosa católica femenina monástica de derecho pontificio, fundada por la religiosa francesa Adèle Garnier en la Basílica del Sagrado Corazón de Montmartre, en París, el 21 de junio de 1867, bajo la Regla de San Benito. A las religiosas de esta congregación monástica se les conoce como Adoratrices del Sagrado Corazón de Jesús de Montmartre o simplemente como benedictinas de Montmartre, y posponen a sus nombres las siglas O.S.B.

## Historia

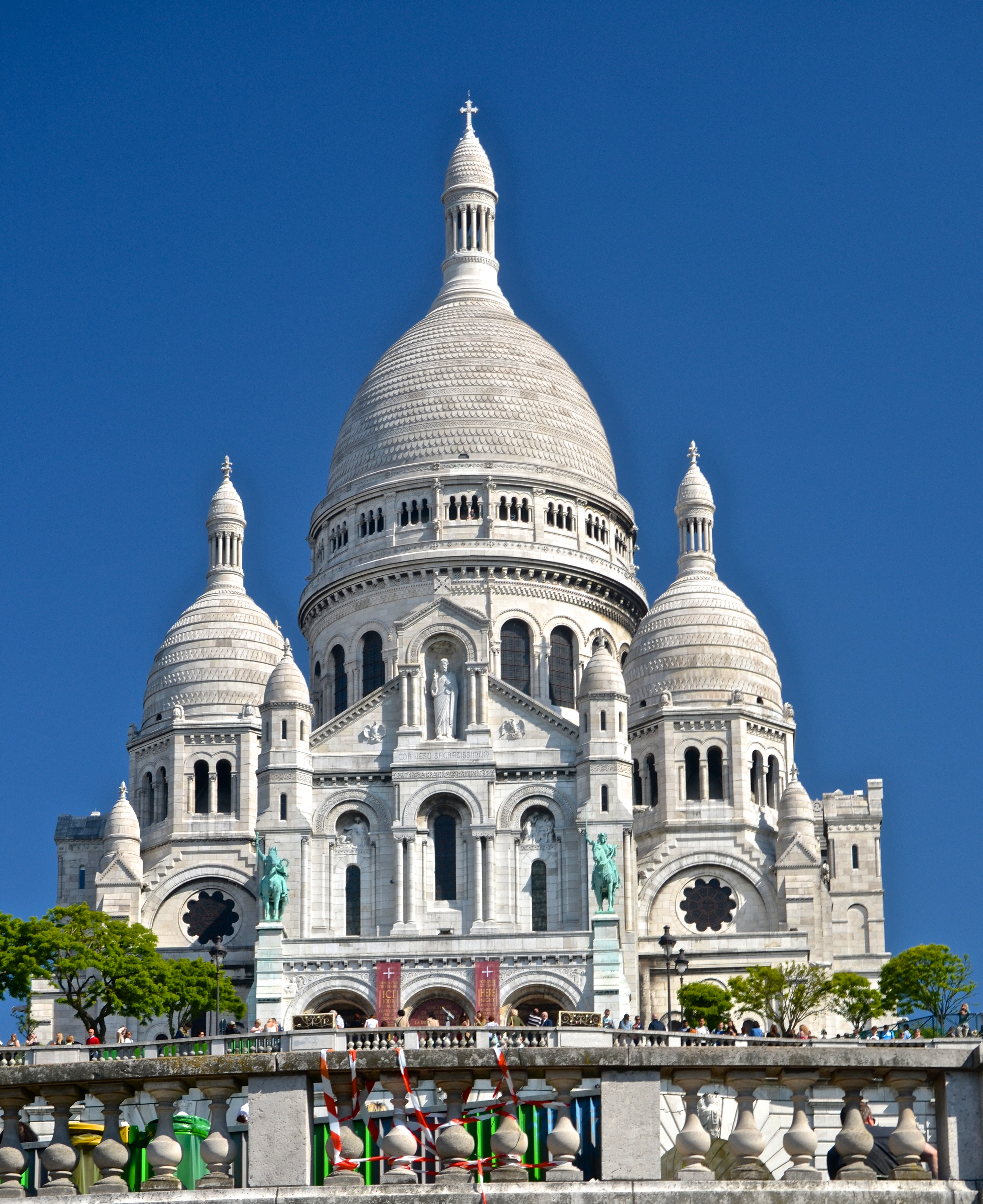
Basílica del Sagrado Corazón de Montmartre, lugar donde fue fundada la congregación y del cual toma el nombre.

Adèle Garnier y un grupo de compañeras, bajo la guía del sacerdote dominico Francis Balme, se unieron para organizar una comunidad de adoración perpetua al Santísimo Sacramento, el 21 de junio de 1867, en la Basílica del Sagrado Corazón de Montmartre, en París. El pequeño grupo de mujeres terminó por tomar la Regla de San Benito y convertirse en una congregación monástica, de la cual Adèle, quien cambió su nombre por María de San Pedro, fue su primera superiora.
El instituto recibió la aprobación del obispo de París, el cardenal François-Marie-Benjamin Richard, el 4 de marzo de 1898, y al año siguiente (9 de junio) las primeras religiosas profesaron sus votos, entre ellas la fundadora.
A causa de las leyes anticongregacionalistas de 1901 en Francia, las monjas fueron expulsadas del país y tuvieron que refugiarse en Inglaterra, donde fueron acogidas por el arzobispo de Westminster, el cardenal Herbert Vaughan. Gracias al apoyo de este prelado y al crecimiento de las vocaciones para la vida religiosa en Inglaterra, las monjas fundaron nuevos monasterios en Bélgica (1909) e Inglaterra; y pudieron regresar a Francia en 1929, con la fundación del monasterio de Amiens.
El 19 de julio de 1930 la congregación recibió la aprobación pontificia de parte del papa Pío XI. Sin embargo, en 1945 los monasterios de Francia pidieron ser separados de los Inglaterra, en donde se había establecido la casa general del instituto. Estos formaron una nueva congregación llamada Benedictinas del Sagrado Corazón de Montmartre. Las Adoratrices, por su parte, fueron afiliadas a la Confederación Benedictina el 24 de enero de 1964.

## Organización
La Congregación de las Adoratrices del Sagrado Corazón de Jesús de Montmartre es un instituto religioso de derecho pontificio centralizado, cuyo gobierno recae en la superiora general a la que llaman Madre general. En la actualidad el cargo lo ostenta la religiosa inglesa Mary Gregory Grace.
Las monjas benedictinas de Montmartre se dedican a la vida contemplativa, aunque si ejercen un servicio especial desde la pastoral litúrgica y a la preparación de retiros espirituales. El hábito de las religiosas está compuesto por una túnica negra, esclavina blanca y velo negro.
En 2015, la congregación contaba con unas 78 religiosas y 12 monasterios, presentes en Australia, Colombia, Ecuador, Irlanda, Italia, Nueva Zelanda, Perú y Reino Unido.